# Верстак

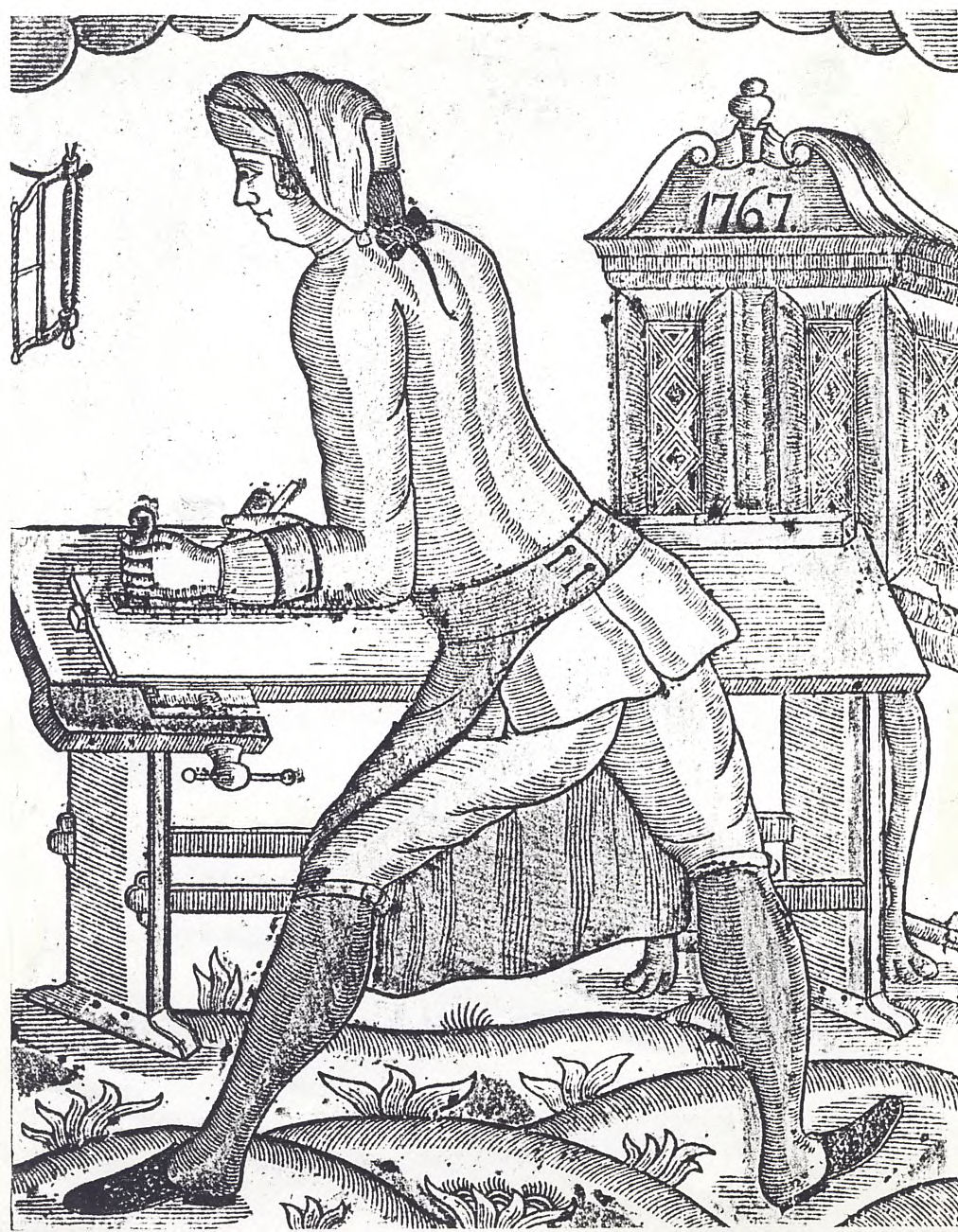
Столяр, що оброблює дошку, рубанком, на верстаку. Друга пол. XVIII ст.

Верста́к (від нім. Werkstatt — «майстерня», звідси також «верстат») — робочий стіл для обробки вручну виробів з металу, дерева та інших матеріалів. Верстаки часто обладнані різними пристосуваннями (наприклад, упорами, лещатами) і шухлядами для зберігання інструменту і матеріалів. За видами робіт розрізняють столярні верстаки — для обробки дерев'яних виробів, і слюсарні — для обробки виробів з металу.

## Столярний верстак
Столярний верстак складається з підверстаччя і кришки. Кришка верстака виготовляється з дощок товщиною 60 — 70 мм; до кришки прикріплюється передній затискач з підкладною дошкою. На передній кромці дошки і в передньому брусі задньої затискаючої коробки виконані з інтервалом 100 мм гнізда, призначені для встановлення дерев'яних або металевих затискачів, що називаються клинками або гребінками.
На передній кромці кришки розташований ряд наскрізних горизонтальних гнізд — для встановлення упорних планок, які підтримують кромку матеріалу, закріпленого в передньому затискачі. На неробочій стороні кришки міститься лоток, у якому під час роботи розташований дрібний інструмент; лоток не дозволяє інструменту падати на підлогу.
Для надання верстаку просторової жорсткості стійки підверстаччя з'єднуються між собою поздовжніми брусками — стяжками, на кінцях яких містяться наскрізні гнізда. При складанні верстаків стяжки вводяться кінцями в отвори стійок і кріпляться клинками. При розбиранні верстаків знімають кришку, вибивають клинки, і вільно роз'єднують стійки і поздовжні стяжки.